# Seydou Touré
Pour les articles homonymes, voir Touré.
Seydou Nourou Touré, né le 13 avril 1936, est un judoka sénégalais. 

## Carrière
Seydou Touré remporte la médaille d'or par équipes aux Championnats d'Afrique de judo 1964 à Dakar et aux Jeux africains de 1965 à Brazzaville. Aux Championnats d'Afrique de judo 1967 à Abidjan, il est médaillé d'argent en individuel et médaillé d'or par équipes.  Aux Championnats du monde de judo 1971 à Ludwigshafen, il est éliminé dès le premier tour dans la catégorie des moins de 71 kg. 
Ceinture noire 6e dan, il est professeur de judo et conseiller technique régional et devient arbitre international en 1983. Il est arbitre aux Jeux olympiques d'été de 1988 à Séoul et expert aux Jeux méditerranéens de 1987 à Lattaquié.
Il est directeur de l'arbitrage africain à l'Union africaine de judo de 1989 à 2004. Il est également vice-président de la Fédération sénégalaise de judo.